# Solenispa
Solenispa is een geslacht van kevers uit de familie bladkevers (Chrysomelidae).
De wetenschappelijke naam van het geslacht werd in 1905 gepubliceerd door Julius Weise.

## Soorten
- Solenispa angustata (Guérin-Méneville, 1844)
- Solenispa angusticollis (Waterhouse, 1881)
- Solenispa bicolor Pic, 1931
- Solenispa bifoveolata Weise, 1910
- Solenispa claripes Pic, 1923
- Solenispa germaini Pic, 1926
- Solenispa impressicollis Weise, 1905
- Solenispa laetifica Weise, 1910
- Solenispa leptomorpha (Baly, 1885)